# Zeta Phoenicis
Désignations
Zeta Phoenicis (ζ Phe / ζ Phoenicis), également nommée Wurren, est une étoile multiple de la constellation du Phénix distante d'environ 280 années-lumière. C'est une binaire à éclipses de type Algol et sa magnitude apparente fluctue entre les magnitudes 3,9 et 4,4 sur une période de 1,66977 jour. Zeta Phoenicis est très probablement un système à quatre étoiles : elle possède deux autres composantes télescopiques avec des magnitudes de 7,2 et de 8,2 et des séparations angulaires de 0,8 et de 6,4 seconde d'arc de la paire primaire.
Wurren est le nom officialisé par l'Union Astronomique Internationale le 19 novembre 2017.